# Samobójstwo (obraz Alexandre’a-Gabriela Decamps’a)
Samobójstwo (ang. The Suicide) – obraz olejny namalowany przez francuskiego malarza Alexandre’a-Gabriela Decamps’a w 1836, znajdujący się w zbiorach Walters Art Museum w amerykańskim mieście Baltimore w stanie Maryland.

## Opis
Płótno Decamps’a przedstawia tragiczne wydarzenie – śmierć człowieka w wyniku samobójstwa. Skromnie umeblowany pokoik prawdopodobnie na poddaszu wypełnia półmrok, który ociepla żółtawe światło zachodzącego (co symboliczne) słońca wpadające przez okno. Na łożu śmierci leżą na wpół przykryte zwłoki malarza na co wskazuje paleta wisząca na ścianie. Nie jest znana tożsamość samobójcy – jego twarz jest ledwie widoczna – ale jego wygląd i budowa ciała wskazują na to że jest to mężczyzna w sile wieku. Pistolet, którym artysta strzelił sobie w głowę leży na podłodze w jej centralnym punkcie; obok broni po lewej stronie leży kartka papieru z niewidoczną pożegnalną treścią. 
Można się tylko domyślać co było powodem tak dramatycznej decyzji malarza: problemy osobiste, choroba, brak akceptacji środowiska artystycznego dla jego dzieł i zamówień od klientów czy też rozczarowanie światem które drażniło jego artystyczną duszę.     
Inspiracją dla Alexandre’a-Gabriela Decamps’a do namalowania tego obrazu mogły być samobójstwa jego kolegów: Szwajcara Louisa Léopolda Roberta i Francuza Antoine’a-Jeana Grosa w 1835, których późne obrazy były mocno krytykowane.